# BadBadNotGood
BadBadNotGood (estilizado como BADBADNOTGOOD, abreviado como BBNG) é um grupo canadense de música formado em Toronto, Ontario. O grupo inclui Matthew Tavares no teclado, Chester Hansen no baixo, Leland Whitty no saxofone e Alexander Sowinski na bateria. São conhecidos por interpretarem hip hop e por suas colaborações com artistas como Tyler, The Creator, Earl Sweatshirt, Leland Whitty, Frank Ocean, e Ghostface Killah.

## História

### 2010–11: Início eBBNG
Matthew Tavares, Alexander Sowinski e Chester Hansen se conheceram em 2010 num programa de jazz da universidade Humber College em Toronto. O jovem trio era muito fã de hip hop, incluindo MF DOOM e Odd Future. Hansen tocava baixo acústico e elétrico no grupo, enquanto Sowinski, usava uma máscara de porco nas performances, trabalhava com bateria e samplers. Tavares completa o trio usando um Prophet '08 e um piano elétrico.
Uma das primeiras coisas que fizeram foi um cover de "Lemonade" de Gucci Mane. Eles apresentaram uma peça baseada em Odd Future para os professores de jazz, que não encontraram um valor musical na obra. Depois colocaram a faixa no YouTube com o nome de The Odd Future Sessions Part 1, isso chamou a atenção do rapper Tyler, The Creator, que ajudou o vídeo a se tornar viral.
BBNG colocou o primeiro disco no Bandcamp em junho de 2011, que incluia covers de A Tribe Called Quest, Waka Flocka Flame e muitas faixas do Odd Future. O trio fez o primeiro show no The Red Light em Toronto. Em setembro de 2011, lançaram o primeiro álbum, BBNG, gravado numa sessão de três horas. Dante Alighieri, no site Sputnikmusic, disse que o disco era "uma bem-vinda reinterpretação de jazz moderno sem grandes pretensões".
BBNG gravou um improviso ao vivo com Tyler, The Creator no porão de Sowinski em outubro de 2011. Os vídeos tiveram mais de um milhão de visualizações no YouTube.
O trio abriu para Roy Ayers no Nujazz Festival em janeiro de 2012 e tocou para Gilles Peterson Worldwide Awards em Londres. Num tributo a J Dilla em Toronto, os covers de "Lemonade" e "Hard in da Paint" tiveram centenas de moshes.

### 2012–atualmente:BBNG2,IIIeSour Soul
BadBadNotGood lançou seu segundo álbum, BBNG2, em abril de 2012. Gravado em dez horas, conta com a presença de Leland Whitty no saxofone e Luan Phung na guitarra. As notas do álbum indicam que "Ninguém acima dos 21 anos participou do álbum." O disco tem material original e covers de músicas de Kanye West, My Bloody Valentine, James Blake e Feist.
O trio foi a banda em residência de 2012 no Coachella Valley Music and Arts Festival e também apoiavam Frank Ocean do Odd Future nos fins de semana.
Antes do lançamento do álbum III, o primeiro single "Hedron", foi liberado em 20 de junho de 2013 quando saiu na compilação Late Night Tales: Bonobo. BADBADNOTGOOD ajudou na produção e composição da faixa em The Man with the Iron Fists. Em janeiro de 2014, sai o segundo single do "III" chamado "CS60". O terceiro, "Can't Leave The Night", saiu em março de 2014 com o Lado-B "Sustain". O inovador III foi lançado em 6 de maio de 2014 em CD, vinil e download digital.
O quarto álbum, Sour Soul, foi lançado pela Lex Records em 24 de fevereiro de 2015 em colaboração com a Ghostface Killah. Diferente de seus trabalhos anteriores, tem mais de um hip hop pesado do que jazz.
Leland Whitty entrou oficialmente como saxofonista da banda dia 1° de janeiro de 2016.

### Futuro
Tanto Tavares quando Hansen estão fora da universidade Humber, enquanto Sowinski continua enrolado "por causa do plano odontológico da escola.". O grupo produziu "Hoarse" do membro do Odd Future Earl Sweatshirt, Doris e "GUV'NOR", um remix de JJ DOOM em Key to the Kuffs (Butter Edition).

## Recepção
Paula Mejia, da revista Prefix chamou BADBADNOTGOOD de "um trio de jazz no papel - mas hip-hop e batida eletrônica muitas vezes estranhas, sempre imaginativas e revolucionárias no coração." 

## Membros
- Matthew A. Tavares - teclado

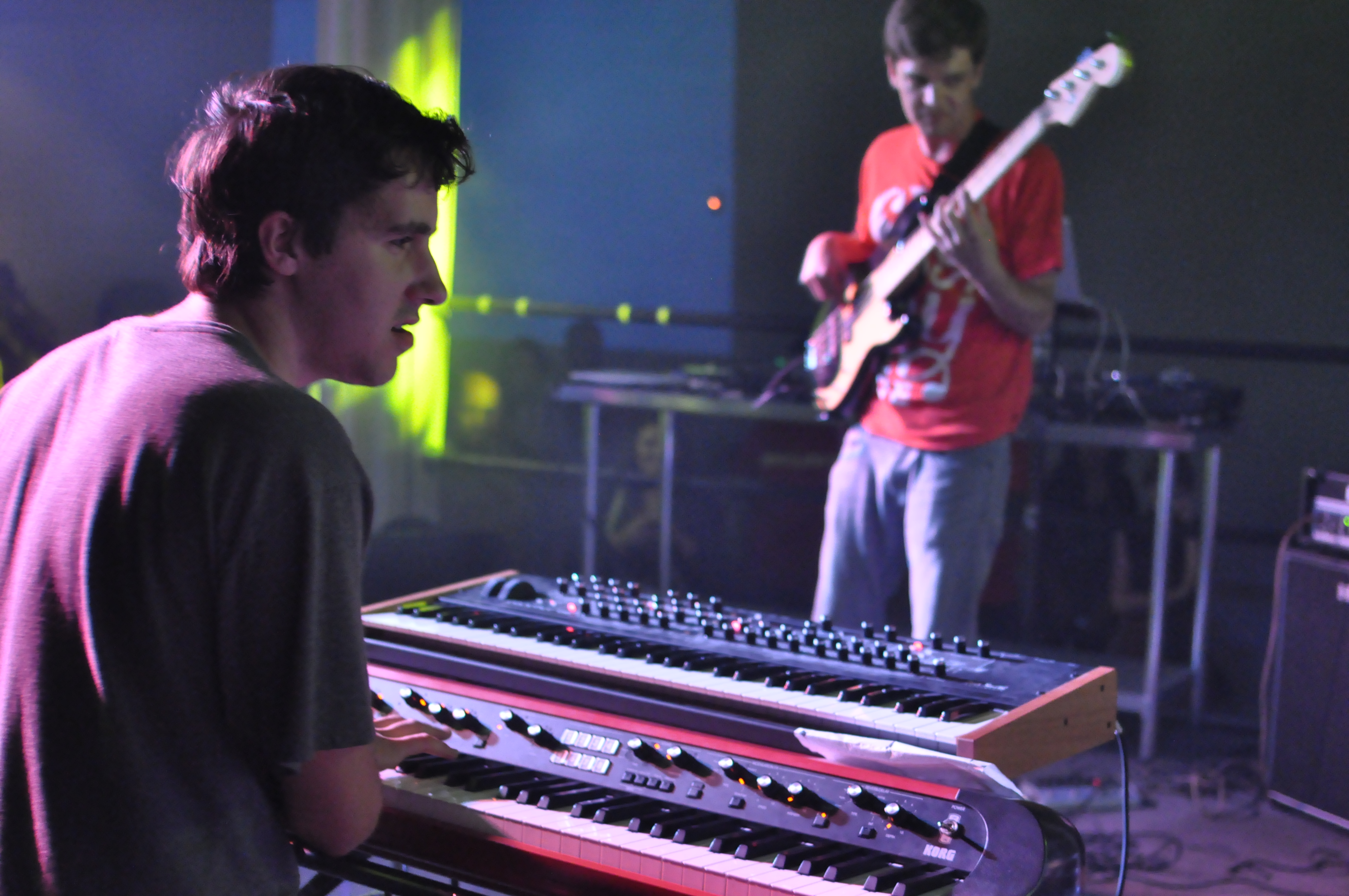
BadBadNotGood ao vivo em 2012

- Alexander Sowinski - bateria, sampler
- Chester Hansen - baixo, contrabaixo
- Leland Whitty - saxofone, viola, violino

## Discografia

### Álbuns de estúdio
- BBNG (2011)
- BBNG2 (2012)
- III (2014)
- Sour Soul (com Ghostface Killah) (2015)
- IV (2016)
- Talk Memory (2021)
- Mid Spiral (2024)

### Ao vivo
- BBNGLIVE 1 (2011)
- BBNGLIVE 2 (2012)

### Singles
- BBNGSINGLE (2011)[15]
- "Flashing Lights / UWM" (2013)
- "Hedron" (2013)
- "CS60" (2014)
- "Can’t Leave The Night / Sustain" (2014)
- "Six Degrees" (com Ghostface Killah, participação de Danny Brown) "Tone's Rap" (2014)[16]
- "Velvet / Boogie No. 69" (2015)

### Produções
- Idle Warship - "Get Your Way (Sex Is a Weapon)" do The Man with the Iron Fists (2012) (com Frank Dukes)
- Wu-Tang Clan & Kool G Rap - "Rivers of Blood" do The Man with the Iron Fists (2012) (com Frank Dukes)
- Earl Sweatshirt - "Hoarse" from Doris (2013)
- Danny Brown - "Float On" from Old (2013) (com Frank Dukes)
- Black Milk & BADBADNOTGOOD - "Now or Never" do CONS EP Vol. 2 (2014)
- Kali Uchis - "Rush" do Por Vida

### Remixes
- Soulja Boy - "Pretty Boy Swag Remix" (2012)
- JJ DOOM - "Guv'nor (BADBADNOTGOOD Version)" do Key to the Kuffs (Butter Version) (2013)
- Freddie Gibbs & Madlib - "Shame (BBNG Remix)" do III (Rappcats Exclusive) (2014)[17]
- Future Islands - "Seasons Change (Waiting on You) [BADBADNOTGOOD Reinterpretation]" (2014)